# War Pony
Pour plus de détails, voir Fiche technique et Distribution.
War Pony est un film américano-britannique réalisé par Riley Keough et Gina Gammell, sorti en 2022.
Il est présenté dans la section « Un certain regard » du festival de Cannes 2022, où il remporte la Caméra d'or.

## Synopsis
Deux jeunes hommes de la tribu Oglala des Lakotas vivent dans la réserve indienne de Pine Ridge dans le Dakota du Sud. À 23 ans, Bill cherche à joindre les deux bouts en faisant des livraisons ou en élevant des caniches. Il est déterminé à se frayer un chemin pour atteindre le « rêve américain ». Matho, jeune adolescent de 12 ans, est quant à lui impatient de devenir un homme. Cherchant désespérément à obtenir l’assentiment de son jeune père, Matho prend une série de décisions impulsives qui bouleversent sa vie et ne lui permettent pas de faire face aux dures réalités de ce monde. Liés par leur quête d’appartenance à une société qui leur est hostile, Bill et Matho vont tenter tant bien que mal de tracer leur propre voie vers l’âge adulte.

## Fiche technique
Sauf indication contraire, les informations mentionnées dans cette section peuvent être confirmées par la base de données cinématographiques IMDb,  présente dans la section « Liens externes ».
- Titre original : War Pony
- Titre alternatif : Beast
- Réalisation : Riley Keough et Gina Gammell
- Scénario : Riley Keough, Gina Gammell, Bill Reddy et Franklin Sioux Bob
- Musique : Christopher Stracey et Mato Wayuhi
- Direction artistique : Dan Branciforti
- Décors : Scott Dougan et Terry Watson
- Costumes : Miyako Bellizzi
- Montage : Afonso Gonçalves et Eduardo Serrano
- Photographie : David Gallego
- Production : Val Abel, Sacha Ben Harroche, Bear Damen, Salim El Arja, Gina Gammell, Bert Hamelinck, Riley Keough, Michael Manasseri, Sergey Shtern, Elaine Thomas, Willi White et Ryan Zacarias
- Production déléguée : Dickey Abedon, James Atherton, David Bishop, Jonas Carpignano, Michael Clofine, Walter S. Hall, Ben Kahn, Vanessa McCLean, Jan Pace, Pte Cante Win Poor Bear, Dan Reiner, Michael Sagol, Daniel Sbrega, Stella Schnabel, Valeria Steinberg, Jacob Tierney et Todd Traina
- Sociétés de production : Caviar, Centauri, Felix Culpa, Kaleidoscope Entertainment, Protagonist Pictures, Quickfire Films et Ward Four
- Sociétés de distribution : Momentum Pictures (États-Unis), Picturehouse Cinemas (Royaume-Uni) ; Les Films du losange (France)
- Pays de production :  États-Unis /  Royaume-Uni
- Langue originale : anglais
- Format : couleur
- Durée : 115 minutes
- Genre : drame
- Dates de sortie :
  - France : 21 mai 2022 (festival de Cannes - Un certain regard) ; 10 mai 2023 (sortie nationale)
  - États-Unis : 16 mai 2023 (South by Southwest) ; 28 juillet 2023 (sortie nationale)
  - Royaume-Uni : 9 juin 2023
- Classification :
- France : Tout public avec avertissement lors de sa sortie en salles.

## Distribution
- Jojo Bapteise Whiting : Bill
- LaDainian Crazy Thunder : Matho
- Ashley Shelton : Allison
- Robert Stover : Colton
- Jesse Schmockel : Echo
- Sprague Hollander : Tim
- Wilma Colhoff
- Iona Red Bear
- Woodrow Lone Elk
- Ta-Yammi Long Black Cat
- Jeremy Corbin Cottier

## Production
Le tournage a lieu dans la réserve indienne de Pine Ridge, dans le Dakota du Sud,.

## Accueil

### Accueil critique
En France, le site Allociné propose une moyenne de 3,4⁄5, fondée sur 23 critiques de presse.

## Distinctions

### Récompenses
- Festival de Cannes 2022 — en compétition dans la section Un certain regard : Caméra d'or[2]
- Festival de Deauville 2022 — sélection officielle[6] :
  - Prix du jury
  - Prix de la révélation